# Szczury tunelowe (film)
Szczury tunelowe (ang. Tunnel Rats lub 1968 Tunnel Rats) – kanadyjsko-niemiecki dramat wojenny z 2008 roku w reżyserii Uwego Bolla. Opowiada o oddziale szczurów tunelowych, walczącym w czasi wojny w Wietnamie. Premiera światowa odbyła się 19 lipca 2008 roku. Zdjęcia kręcono w Kapsztadzie.

## Fabuła
Film opowiada o żołnierzach amerykańskich, którzy walczą w oddziałach szczurów tunelowych. Były to oddziały formowane z żołnierzy amerykańskich, australijskich i z nowozelandzkich, walczące w wojnie wietnamskiej od 1966 roku.